# Fábrica Química de Ponghwa
A Fábrica Química de Ponghwa (em coreano:  봉화화학공장, "Fábrica química da luz de tocha") é a maior da duas refinarias de petróleo da Coreia do Norte. Ela está localizada em Sinŭiju, no outro lado do rio que faz fronteira com Dandong, na China. Era originalmente suprida com petróleo cru por meio de ferrovia, provindo dos campos de petróleo de Daqing da China. A outra refinaria é a Refinaria Sŭngri na costa do Rio Tumen, onde faz fronteira com a Rússia.